# Vladimir Štoviček
Vladimir Štoviček (Stoviček), kipar, medaljer, * 26. junij 1896, Boštanj, Slovenija, † 11. december 1989, Krško. 

## Življenje in delo
Rodil se je 26. junija 1896 v Boštanju pri Sevnici, kot najstarejši sin očetu Karlu in materi Vlasti, roj. Sochor, ki sta imela skupaj šest otrok. Družina se je zaradi očetovega dela ustalila v pristavi turnske graščine v Leskovcu pri Krškem kamor se je preselila iz češkega Tabora. Po končani krški meščanski šoli (1908) se je vpisal na Umetno-obrtno šolo v Ljubljani (1909-1913), kjer ga je dokončno pritegnilo kiparstvo, tudi po zaslugi prof. Alojza Repiča.  
Po končani šoli je odšel v Prago, kjer je sprva opravljal pomočniška dela v ateljeju Rodinovega učenca Josefa Maratka, Stanislava Sucharda in Jana Šturse. Občudoval je predvsem slednjega in zato je na svojo veliko zadovoljstvo v povojnem letu 1919 pod njegovim vodstvom in pod vodstvom medaljerja Otokarja Španiela pričel s študijem na sloviti praški umetnostni akademiji, ki jo je z odliko (výborný) zaključil leta 1921. Njegovi kolegi na akademiji so bili Božidar Jakac, Tone Kralj, Veno Pilon, G. A. Kos idr. 
O uspešnosti med študijem priča nagrada, ki jo je prejel za študijske uspehe (1922), še bolj pa častno priznanje Akademije upodabljajočih umetnosti v Pragi. Po diplomi se je vrnil domov, ustvarjal, razstavljal, a bil z mislimi že v Parizu, kamor je naposled odpotoval leta 1926. V južnem Parizu je najel atelje, a je lastno ustvarjanje moral zamenjati za, sprva, delo v opekarni, nato za kratek čas v tovarni stilnega pohištva, kjer je rezbaril ornamentiko. Zatem je dobil priložnost zaposlitve v italijanski kamnoseški delavnici, kjer je punktiral in klesal nekaj portretov za Versailles. V tem času je delal tudi za Antoina Bourdella in pomagal pri izdelavi slavne Alzaške Madone. Leta 1927 se je pariški javnosti predstavil z razstavo skupaj s slikarjem Antejem Trstenjakom, leta 1929 sodeloval z Raymondom Delamarre-om, razstavljal tudi v Le Salon des Artistes Français, sodeloval na kolektivni razstavi Salon international de la medaille, kar mu je prineslo častno priznanje Mention honorable na natečaju pariške Kovnice za novce. Ta uspeh v močni konkurenci je odmeval tudi v slovenskih kulturnih krogih, kamor se je vrnil leta 1931. Svoje znanje je bogatil na delovnih potovanjih po Franciji, Italiji, Egiptu, Grčiji, Nemčiji, Avstriji, in na Madžarskem. Poleg male plastike, portretov, poprsij in nagrobnih plastik je delal predvsem medalje in portretne plakete. V tej zvrsti je dosegel zavidljivo raven. Leta 1961 je v Egiptu portretiral več pomembnih osebnosti iz egiptovskega kulturnega in političnega življenja. 
Uredil si je atelje, kjer je ustvarjal po naročilih, največkrat je dobil portretna naročila za plakete in medalje, redkeje je dobival javna naročila, plastiki se je posvečal za lastno veselje. Zanimivo, da je Jože Plečnik, ki je zelo redko poziral, z razlogom zaupal Štovičku. Plaketa in medalja sta nastali, ker je cenil njegov slog realističnega upodabljanja v nizkem reliefu.
Leta 1933 se je prvič poročil s Slavo Vidmarjevo in rodila se je hčerka Vladka. Leta 1954 mu je žena umrla, v drugo se je poročil leta 1963 z Ljudmilo Vrbovšek, rodila sta se jima hčerki Tanja in Dušanka. Živel je skoraj neopazno. Njegovo umetniško delovanje je bilo bolj vezano na Leskovec in Zagreb, kot na Ljubljano, od koder je dobival naročila šele v petdesetih letih.
Televizija Slovenije je na filmski trak, še v času njegovega življenja, zabeležila mistično podobo umetnika, ki mu je bil skozi vsa obdobja ustvarjanja vselej bližji realizem, pogosto s pridihom romantike, čeprav je bil čas njegovih najbolj plodnih let, čas ekspresionizma in kasnejšega impresionizma. Trikratni nominiranec za Prešernovo nagrado je umrl 11. decembra 1989, v visoki starosti 93 let. 
Pri svojih osemdesetih letih (1976) je z darilno listino umetnik občini Krško podaril dela iz zasebne umetniške zbirke skupaj z ateljejem poleg hiše. Zdi se da občina nikoli ni dojela veličine podarjenega, saj obstaja, sicer urejena, stalna razstava njegovih del šele od leta 2010 in obsega le peščico od skupno več kot 1000 podarjenih del. Nekaj mavčnih odlitkov svojih del je umetnik v času življenja podaril tudi svojemu rojstnemu kraju Boštanju.

## Dela

### Medalje
- Primož Trubar (1951), bron
- Ivan Cankar (1925), patinirani mavec
- Jehanne Leloup (1931), mavec
- Avtoportret (1937), bron
- Dr. France Prešeren (1974), bron
- Akademik Božidar Jakac (1968), bron
- Jože Plečnik (1951), bron, zanjo je prejel mednarodno nagrado na Dunaju,
- Simon Jenko (1969), bron
- Janez Mencinger (1972), bron
- Oton Župančič, bron
- Dr. Fran Ramovž (1950), bron
- Matija Gubec (1973), bron
- Fatma (1961), bron
- Youssef Greiss (1961), bron
- Jaro Hilbert (1961), bron
- Arna (1980), bron
- Avtoportret Vladimir Štoviček (1976), bron
- vnukinja Maša (1989), bron

### Plastika
- Dr. Mihajlo Rostohar (1958), bron, stoji pred Univerzo v Ljubljani
- Spomenik Janezu Vajkadu Valvasorju (1966), bron, stoji pred Valvasorjevo knjižnico Krško
- Pri celjenju viter (1922), bron
- Žanjica (1921), bron
- Žena z otrokom (1922), bron
- Plesalka (1923), bron
- Sramežljiva (1924), bron
- Plesalca (1933), bron
- Plesalca (1933), bron
- Ležeča (1933), les
- Torzo (1933), bron
- Jutro (1941), marmor
- Hči trgovca Mayerja (1940), marmor
- Študija zaspanca (1943), kamen
- Jaroslav Štoviček (1954), bron
- Portret Marjetke (1956), bron
- Družina (1932), bron
- Tatjana, mama, Duška (1976), bron
- Ljudmila Štoviček (1978), bron
- Kotalkarica (1958), bron
- Sokol (1939), kamen